# Assinie-Mafia
Assinie-Mafia è una città e sottoprefettura della Costa d'Avorio appartenente al  dipartimento di Adiaké. Conta una popolazione di 16 721 abitanti (censimento 2014).